# Pedro Rodríguez Triana
Pedro V. Rodríguez Triana (San Pedro de las Colonias, 29 april 1890 - Torreón, 16 februari 1960) was een Mexicaans politicus en militair.
Tijdens de Mexicaanse Revolutie sloot Rodríguez Triana zich aan bij het Constitutionalistisch Leger. Na de scheuring in het revolutionaire leiderschap sloot hij zich aan bij Benjamín Argumedo en na diens dood bij het Bevrijdingsleger van het Zuiden van Emiliano Zapata. Hij sloot zich in 1920 aan bij het Plan van Agua Prieta en werd generaal in het Mexicaanse leger. In de jaren '20 vocht hij tegen de opstand van generaal Francisco Murguía en was hij actief in de Nationale Agraristische Partij (PNA). In 1929 was hij presidentskandidaat voor de Mexicaanse Communistische Partij (PCM), en haalde 1,12% van de stemmen. Rodríguez beschuldigde de regering van fraude en overwoog een opstand te beginnen maar verzoende zich uiteindelijk met de Mexicaanse regering, en sloot zich aan bij de regerende Partij van de Mexicaanse Revolutie (PRM), waarvoor hij van 1937 tot 1941 gouverneur van zijn geboortestaat Coahuila was. Na het einde van zijn termijn in 1941 trok hij zich terug uit de politiek. Hij overleed negentien jaar later.